# Castelo de Betliar

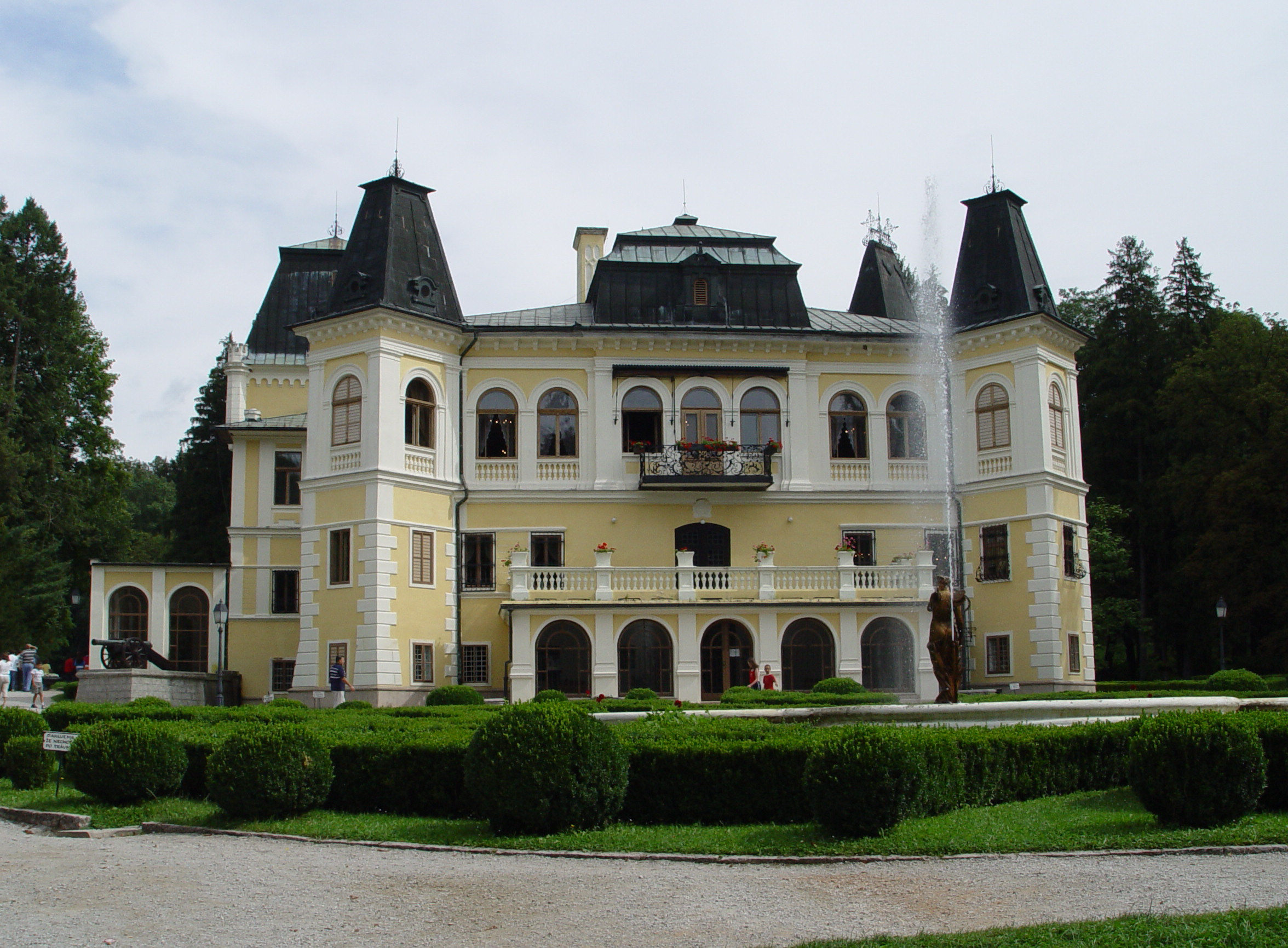
A fachada do castelo de Betliar

O Castelo de Betliar está localizado no vilarejo de Betliar, na região de Košice, no leste da Eslováquia.

## História
O castelo pertenceu primeiro à família Bebek e, mais tarde, à família Andrássy. Está rodeada por jardins ingleses, projetados pelo arquiteto H. Nebbiem. Declarado monumento cultural em 1985, serve atualmente como exposição para o Museu Nacional Eslovaco.